# Ptačí pozorovatelna Pervalka
Ptačí pozorovatelna Pervalka, litevsky Pervalkos aukščių stebėjimo taškas nebo Pervalkos paukščių stebėjimo bokštelis, je pozorovatelna ptáků či rozhledna na mysu Žirgų ragas na pobřeží Kuršského zálivu Baltského moře ve východní části Kuršské kosy v Národním parku Kuršská kosa (v přírodní rezervaci Karvaičių kraštovaizdžio draustinis) v západní Litvě. Nachází se také ve vesnici Pervalka v seniorátu Preila-Pervalka (Preilos-Pervalkos seniūnija) města/okresu Neringa v Klaipėdském kraji.

## Další informace
Ptačí pozorovatelna Pervalka je zastřešená dřevěná příhradová stavba s vnějším schodištěm. Uvnitř jsou lavičky a stojany s pomůckami pro určování vzhledu místních pozorovaných ptáků. Pozorovatelna, která se nachází na jedné z hlavních migračních tras evropských ptáků, na cyklotrase a trase naučné stezky Aplink Žirgų ragą (Okolo mysu hřebců), je celoročně volně přístupná. Na pobřežních stezkách z Nidy do Pervalky je postaveno šest podobných ptačích pozorovatelen, kde nejbližší je Paukščių stebėjimo bokštas Pervalkos ragas na mysu Pervalkos ragas. V blízkosti se nachází ostrovní Maják v Pervalce a výhled nabízí pohled na Kuršský záliv a jeho pobřeží.